# Eternal Sunshine
Eternal Sunshine è il settimo album in studio della cantautrice statunitense Ariana Grande, pubblicato l'8 marzo 2024 dalla Republic.
Grande ha derivato il titolo dell'album dal film del 2004 Se mi lasci ti cancello (Eternal Sunshine of the Spotless Mind). Ha concepito l'album come un disco di vulnerabilità e intrattenimento, ispirato alle sue esperienze di vita personali.
Negli Stati Uniti, l'album ha debuttato al primo posto sulla Billboard 200, segnando il suo sesto primo posto in classifica. I suoi singoli Yes, And? e We Can't Be Friends (Wait for Your Love) hanno debuttato in cima alla Billboard Hot 100, rendendo Grande la donna con il maggior numero di debutti al primo posto della classifica. Eternal Sunshine è stato in cima alle classifiche in altri dieci paesi.
Eternal Sunshine non contiene collaborazioni, ma presenta parole pronunciate dalla nonna materna di Grande in Ordinary Things e dall'astrologa Diana Garland in Saturn Returns Interlude. Un'edizione estesa del disco è stata pubblicata il 10 marzo 2024: le tracce aggiuntive includono Supernatural con il cantante australiano Troye Sivan e il remix di Yes, And? con Mariah Carey.

## Antefatti
In seguito alla pubblicazione del sesto album in studio Positions (2020), Ariana Grande ha annunciato una pausa discografica poiché stata scelta per il ruolo di Glinda nell'adattamento cinematografico del musical Wicked. A seguito della riedizione del suo album di debutto nell'agosto 2023, tra ottobre e dicembre dello stesso anno Grande ha rilasciato alcune indiscrezioni attraverso i propri social network di essere tornata in studio di registrazione.
La copertina dell'album è stata rivelata nel dicembre 2023 con un primo piano sfocato delle labbra rosse della Grande tramite i pacchetti REM Beauty inviati ai fan, accompagnata da una nota con scritto: «Ci vediamo l'anno prossimo».
Il successivo 17 gennaio la Grande ha annunciato come titolo dell'album Eternal Sunshine, in riferimento al titolo del film Eternal Sunshine of the Spotless Mind, reso in Italia come Se mi lasci ti cancello, accompagnato da molteplici copertine.

## Promozione
Il 4 gennaio 2024 ha anticipato il titolo del singolo apripista indossando una felpa con la didascalia "yes, and?" mentre era in giro a New York.
Il 7 gennaio è stato annunciato il singolo Yes, And?, pubblicato il 12 gennaio e accompagnato da un corrispettivo videoclip e lyric video. La settimana successiva il brano ha debuttato alla posizione numero 1 della Billboard Hot 100.
Il secondo singolo We Can't Be Friends (Wait for Your Love), anch'esso esordito in vetta alle classifiche, ha reso Grande la prima donna con ben 7 debutti al numero 1 della Billboard Hot 100. È stato rilasciato l'8 marzo 2024 in concomitanza all'album assieme a corrispettivi videoclip e lyric video.
L'11 marzo la cantante ha pubblicato una versione estesa del disco, comprendente altre quattro tracce: i remix di Supernatural e Yes, And? con la partecipazione di Troye Sivan e Mariah Carey, la versione in acustico di Imperfect For You e la versione a cappella di True Story.
Grande ha promosso e discusso l'album nei programmi ospitati dalle personalità radiofoniche Zach Sang e Zane Lowe ed è stata ospite al Saturday Night Live il 9 marzo 2024, esibendosi col secondo singolo del disco e il brano Imperfect For You.

## Accoglienza
| Recensione           | Giudizio |
| -------------------- | -------- |
| The Guardian         |          |
| NME                  |          |
| Rolling Stone        |          |
| The Telegraph        |          |
| Evening Standard     |          |
| The Independent      |          |
| PageSix              |          |
| The Arts Desk        |          |
| The Line of Best Fit |          |
| The New York Times   |          |
| Consequence          |          |
| Slant Magazine       |          |
| Stereogum            |          |
| Business Insider     |          |
| Financial Times      |          |

Laura Snapes di The Guardian ha definito l'album «beatifico» e «maturo» in quanto, sebbene Grande «non sia mai stata una che si reinventa completamente» per i suoni delle sue canzoni, i testi dell'album sono paragonabili a 30 di Adele per il «realismo e la compassione» con cui affronta i temi. Rolling Stone ha assegnato all'album un punteggio di 100/100, definendo l'interprete «meravigliosamente esposta» e onorando il disco come una raccolta delle canzoni più «oneste» e «creative» di tutta la carriera di Grande. Il singolo We Can't Be Friends (Wait For Your Love) è stato definito dalla rivista come un «perfetto inno pop».
Il brano riscontra un punteggio molto positivo sulla piattaforma Metacritic, che raccoglie le recensioni delle principali riviste periodiche d'America, ottenendo una media di 84, il secondo punteggio più alto per la Grande dopo Thank U, Next.
L'album ha ricevuto 3 candidature ai Grammy del 2025 per miglior registrazione dance pop con Yes, and?, miglior album pop vocale e miglior performance in duo o di gruppo con The boy is mine remix.

## Tracce
Testi di Ariana Grande eccetto dove indicato.
1. Intro (End of the World) – 1:32 (musica: Ariana Grande, Shintaro Yasuda, Nick Lee, Aaron Cheung)
2. Bye – 2:44 (testo: Ariana Grande, Max Martin – musica: Ariana Grande, Max Martin, Ilya Salmanzadeh)
3. Don't Wanna Break Up Again – 2:54 (testo: Ariana Grande, Max Martin – musica: Ariana Grande, Max Martin, Ilya Salmanzadeh)
4. Saturn Returns Interlude – 0:42 (testo: Diana Garland – musica: Ariana Grande, Max Martin, Ilya Salmanzadeh)
5. Eternal Sunshine – 3:30 (musica: Ariana Grande, Max Martin, Ilya Salmanzadeh, Shintaro Yasuda, David Park)
6. Supernatural – 2:43 (musica: Ariana Grande, Max Martin, Oscar Görres)
7. True Story – 2:43 (Ariana Grande, Max Martin)
8. The Boy Is Mine – 2:53 (testo: Ariana Grande, Max Martin – musica: Ariana Grande, Max Martin, Ilya Salmanzadeh, Shintaro Yasuda, David Park)
9. Yes, And? – 3:34 (musica: Ariana Grande, Max Martin, Ilya Salmanzadeh)
10. We Can't Be Friends (Wait for Your Love) – 3:48 (musica: Ariana Grande, Max Martin, Ilya Salmanzadeh)
11. I Wish I Hated You – 2:34 (musica: Ariana Grande, Ilya Salmanzadeh)
12. Imperfect for You – 3:02 (testo: Ariana Grande, Max Martin – musica: Ariana Grande, Max Martin, Ilya Salmanzadeh, Peter Kahm)
13. Ordinary Things (feat. Nonna) – 2:48 (testo: Ariana e Marjorie Grande – musica: Ariana Grande, Luka Kloser, Nick Lee)

Tracce bonus nell'edizione Slightly Deluxe
1. Supernatural (feat. Troye Sivan) (Remix) – 2:43 (testo: Brett McLaughlin, Troye Sivan, Ariana Grande – musica: Ariana Grande, Max Martin, Oscar Görres)
2. Imperfect for You (Acoustic) – 3:02
3. True Story (Acapella) – 2:43
4. Yes, And? (feat. Mariah Carey) (Remix) – 3:35 (testo: Ariana Grande, Mariah Carey – musica: Ariana Grande, Mariah Carey, Max Martin, Ilya Salmanzadeh)

Tracce bonus nell'edizione Slightly Deluxe and Also Live
1. Yes, And? (feat. Mariah Carey) (Remix) – 3:35
2. Supernatural (feat. Troye Sivan) (Remix) – 2:43
3. The Boy Is Mine (feat. Brandy & Monica) (Remix) – 3:33 (testo: Ariana Grande, Max Martin, Brandy Norwood, Monica Arnold – musica: Ariana Grande, Max Martin, Ilya Salmanzadeh, Shintaro Yasuda, Davidior)
4. Imperfect for You (Acoustic) – 3:02
5. Intro (End of the World) (Live version) – 1:42
6. Don't Wanna Break Up Again (Live version) – 2:54
7. Eternal Sunshine (Live version) – 3:26
8. Supernatural (Live version) – 2:43
9. Yes, And? (Live version) – 3:19
10. We Can't Be Friends (Wait for Your Love) (Live version) – 3:24
11. Imperfect for You (Live version) – 3:06

## Classifiche

### Classifiche settimanali
| Classifica (2024-25) | Posizione massima |
| -------------------- | ----------------- |
| Argentina            | 1                 |
| Australia            | 1                 |
| Austria              | 2                 |
| Belgio (Fiandre)     | 1                 |
| Belgio (Vallonia)    | 1                 |
| Canada               | 1                 |
| Croazia              | 1                 |
| Danimarca            | 1                 |
| Finlandia            | 8                 |
| Francia              | 2                 |
| Germania             | 3                 |
| Giappone             | 14                |
| Grecia               | 2                 |
| Irlanda              | 1                 |
| Islanda              | 3                 |
| Italia               | 4                 |
| Lituania             | 2                 |
| Nigeria              | 96                |
| Norvegia             | 1                 |
| Nuova Zelanda        | 1                 |
| Paesi Bassi          | 1                 |
| Polonia              | 1                 |
| Portogallo           | 1                 |
| Regno Unito          | 1                 |
| Repubblica Ceca      | 4                 |
| Scozia               | 2                 |
| Slovacchia           | 3                 |
| Spagna               | 2                 |
| Stati Uniti          | 1                 |
| Svezia               | 2                 |
| Svizzera             | 2                 |
| Ungheria             | 3                 |

### Classifiche di fine anno
| Classifica (2024) | Posizione |
| ----------------- | --------- |
| Australia         | 21        |
| Austria           | 63        |
| Belgio (Fiandre)  | 17        |
| Belgio (Vallonia) | 32        |
| Canada            | 27        |
| Croazia           | 30        |
| Danimarca         | 45        |
| Francia           | 42        |
| Germania          | 61        |
| Islanda           | 39        |
| Italia            | 85        |
| Nuova Zelanda     | 11        |
| Paesi Bassi       | 7         |
| Polonia           | 32        |
| Portogallo        | 12        |
| Regno Unito       | 29        |
| Spagna            | 23        |
| Svezia            | 66        |
| Svizzera          | 46        |
| Stati Uniti       | 23        |
| Ungheria          | 66        |

## Formazione
Musicisti
- Ariana Grande – voce principale, cori; programmazione (4)
- Shintaro Yasuda – tastiere, programmazione (tracks 1, 5, 8); percussioni (5, 8)
- Nick Lee – tastiere, programmazione, trombone (tracks 1, 13); basso, percussioni (13)
- Aaron Cheung – basso, chitarra, programmazione, sintetizzatore, violino (1)
- Max Martin – tastiere (2, 3, 5–10, 12); cori, basso, percussioni (2, 3, 5, 7–10, 12); guitar (2, 7, 10, 12), programmazione (3, 5–10, 12)
- Ilya – cori, basso, tastiere, programmazione (2–5, 7–12); chitarra (2, 7, 10, 12), sintetizzatore (3), piano (5, 9)
- Mattias Bylund – arrangiamento archi, archi, sintetizzatore (2, 3); glockenspiel, fiati (2)
- Tomas Jonsson – saxofono tenore (2, 3)
- Peter Jonasson – trombone (2, 3)
- Magnus Johansson – tromba, violin (2, 3)
- Karl Guner – arrangiamento archi, sintetizzatore (2, 3)
- Janne Bjerger – tromba (2, 3)
- Hanna Helgegren – violino (2, 3)
- Erik Arvinder – violino (2, 3)
- Wojtek Goral – saxopfono alto (2)
- Michael Engström – basso (2)
- Lou Carrao – basso (2)
- David Bukovinszky – violoncello (2)
- Per Strandberg – chitarra (2)
- Davidior – tastiere (5); percussioni, programmazione (8)
- Oscar Görres – basso, chitarra, tastiera, percussioni, programmazione (6)
- Shellback – percussioni (7)
- Davide Rossi – violoncello, arrangiamento archi, viola, violino (10)
- Luka Kloser – basso, percussioni, tastiera, programmazione (13)
- Troye Sivan – voce (14[76], 15[77])
- Mariah Carey – voce (17[76], 14[77])
- Brandy - voce (16[77])
- Monica - voce (16[77])

Tecnici
- Randy Merrill – mastering
- Serban Ghenea – mixing (1–3, 5–13)
- Ilya – mixing (4)
- Sam Holland – ingegneria del suono
- Lou Carrao – ingegneria del suono
- Bryce Bordone – assistenza mixing (1–3, 5–13)
- Eric Eyland – assistenza all'ingegneria del suono
- Rob Sellens – assistenza all'ingegneria del suono (2–5, 7–13)

## Date di pubblicazione
| Stato       | Data            | Edizione                      | Formato                                    | Etichetta discografica | Fonte         |
| ----------- | --------------- | ----------------------------- | ------------------------------------------ | ---------------------- | ------------- |
| Mondo       | 8 marzo 2024    | Standard                      | Cassetta CD LP download digitale streaming | Republic               | [ 78 ] [ 79 ] |
| Stati Uniti | 8 marzo 2024    | Target exclusive              | LP                                         | Republic               | [ 80 ]        |
| Stati Uniti | 10 marzo 2024   | Slightly Deluxe               | Download digitale                          | Republic               | [ 81 ]        |
| Mondo       | 11 marzo 2024   | Slightly Deluxe               | Streaming                                  | Republic               | [ 82 ]        |
| Mondo       | 1° ottobre 2024 | Slightly Deluxe and Also Live | Download digitale streaming                | Republic               | [ 83 ]        |

## Eternal Sunshine Deluxe: Brighter Days Ahead
Il 10 marzo 2025 è stata annunciata l'edizione deluxe dell'album brighter days ahead, uscita il 28 marzo 2025, che contiene 6 nuovi brani inediti.